# Sainte-Marie (Cantal)
Sainte-Marie ist eine französische Gemeinde mit 103 Einwohnern (Stand: 1. Januar 2022) im Département Cantal in der Region Auvergne-Rhône-Alpes. Sie gehört zum Kanton Saint-Flour-2 und zum Arrondissement Saint-Flour.

## Lage
Sainte-Marie liegt auf 840 Metern über Meereshöhe im Bereich des Zentralmassivs.
Nachbargemeinden sind Pierrefort im Nordwesten, Gourdièges im Norden, Neuvéglise-sur-Truyère mit Oradour im Nordosten, Espinasse im Südosten, Lieutadès im Süden, Cantoin im Südwesten und Paulhenc im Westen.

## Bevölkerungsentwicklung
| Jahr                       | 1962 | 1968 | 1975 | 1982 | 1990 | 1999 | 2008 | 2016 |
| -------------------------- | ---- | ---- | ---- | ---- | ---- | ---- | ---- | ---- |
| Einwohner                  | 214  | 185  | 152  | 133  | 125  | 107  | 112  | 111  |
| Quellen: Cassini und INSEE |      |      |      |      |      |      |      |      |

## Sehenswürdigkeiten
- Pont de Treboul, Brücke über den Fluss Truyère im Staubereich der Barrage de Sarrans – Monument historique.[1]

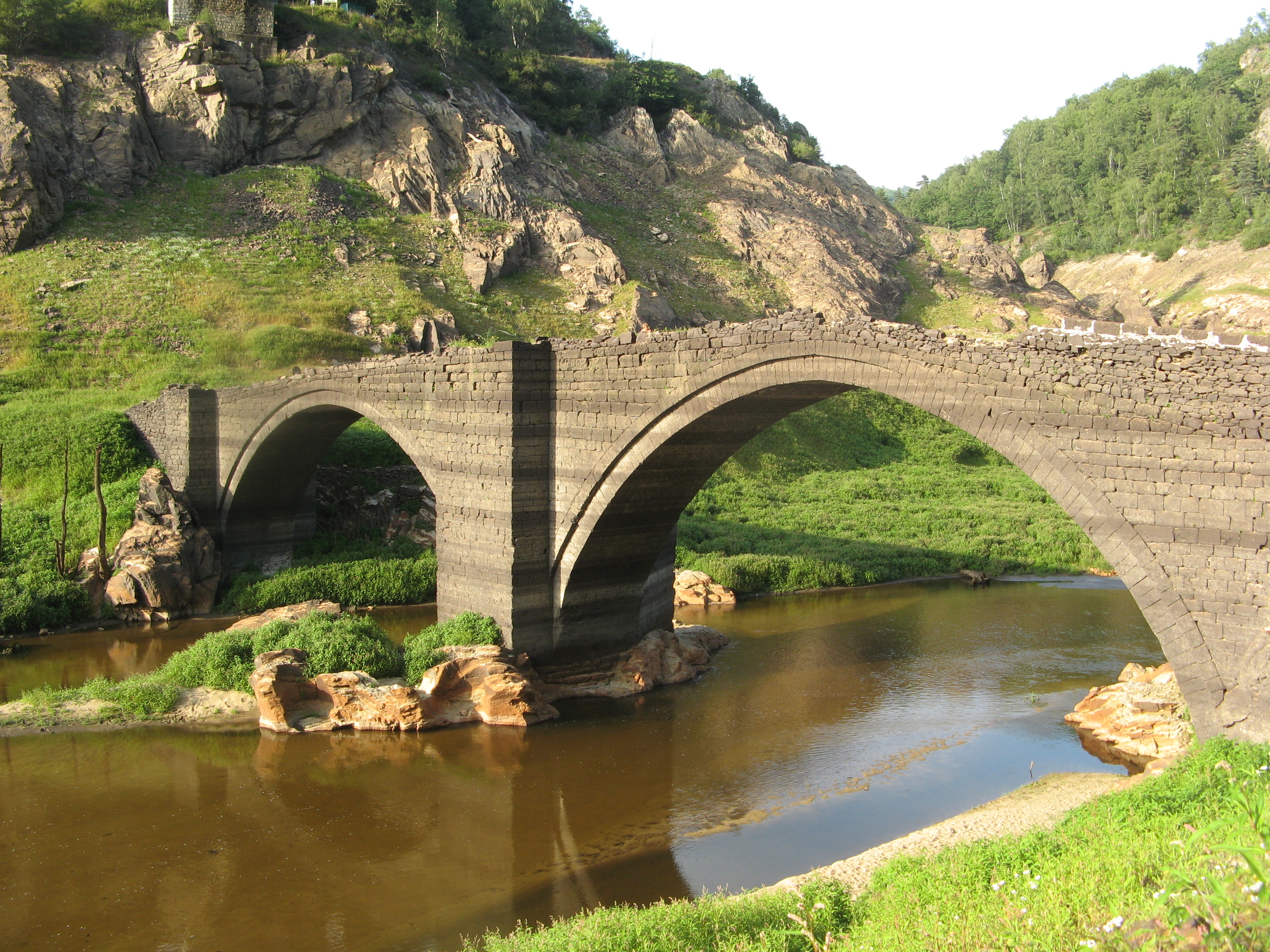
Brücke Pont de Treboul